# Une petite peste
Une petite peste (Ain't That Ducky) est un court métrage d'animation américain réalisé par Friz Freleng, sorti en 1945.
Le film, produit par Warner Bros met en scène Daffy Duck.

## Synopsis
Daffy Duck essaie d'apporter son aide à un jeune caneton en sanglots, mais ce dernier lui répond impoliment et avec outrage.
Un chasseur vient se mêler à eux.

## Fiche technique
- Réalisation : Friz Freleng
- Scénario : Edward Selzer
- Production : Leon Schlesinger	.
- Musique originale : Carl W. Stalling
- Montage et technicien du son : Treg Brown (non crédité)
- Durée : 7 minutes
- Pays : États-Unis
- Langue : anglais
- Distribution : 1945 : Warner Bros. Pictures
- Format : 1,37 :1 Technicolor Mono
- Date de sortie : 
  - États-Unis : 19 mai 1945